# ОБИТ
«ОБИТ» — российская компания, предоставляющая ИТ-сервисы и услуги связи под брендом «ОБИТ». Полное наименование — Общество с ограниченной ответственностью «ОБИТ».
Компания основана в 2002 году. Центральный офис «ОБИТ» находится в Санкт-Петербурге. К нему относится деятельность компании по всей России и взаимодействие с зарубежными партнерами.
Региональные представительства расположены в Москве (зона охвата — Москва и Московская область) и Казани (зона охвата — Республика Татарстан).

## Руководство
С 2009 года генеральным директором ООО «ОБИТ» является Андрей Анатольевич Гук.

## Деятельность
Изначально компания «ОБИТ» создавалась как оператор связи, ориентированный на сотрудничество с корпоративными клиентами: управляющими компаниями и собственниками объектов коммерческой недвижимости. С 2008 года, в связи с активным развитием и расширением бизнеса, «ОБИТ» начал активную работу на межоператорском рынке связи. В 2009 году оператор вышел на рынок услуг связи в сегменте жилой недвижимости. С 2012 года «ОБИТ» активно развивал новое направление деятельности по реализации телекоммуникационных проектов на федеральном уровне. С 2021 года «ОБИТ» пополнил портфель услуг ИТ-сервисами и на данный момент предоставляет комплексные ИТ- и телеком-решения для ключевых отраслей: ритейла, промышленности, логистики, финансового сектора, фармацевтики, электронной коммерции. 

### История деятельности
2002 год, 13 марта — день основания «ОБИТ» в Санкт-Петербурге.
2007 год — компания подключилась к точкам обмена трафиком во Франкфурте, Стокгольме и Амстердаме.
2008 год, июль — введен в эксплуатацию собственный дата-центр в Санкт-Петербурге общей площадью свыше 300 м², с пропускной способностью 10 Гбит/с и тремя независимыми оптоволоконными кабелями.
2008 год, ноябрь — компания открывает новое направление деятельности — предоставление услуг связи физическим лицам.
2009 год — подключение к точкам обмена трафиком в Лондоне.
2009 год, декабрь — старт проекта по предоставлению бесплатного WiFi-доступа к Интернету на территории аэропортов «Пулково-1» и «Пулково-2».
2010 год, март — компания «ОБИТ» получила сертификат соответствия ГОСТ Р ИСО 9001-2008.
2010 год, май — открыт филиал в столице Республики Татарстан — Казани.
2010 год, июнь — создание сети бесплатного WiFi-доступа к Интернету на территории ГМЗ «Петергоф».
2011 год, июнь — «ОБИТ» открывает филиал в Москве.
2011 год, август — запуск услуги IPTV.
2011 год, октябрь — запущен в эксплуатацию новый дата-центр компании площадью 400 м², соответствующий высокому классу надежности и безопасности.
2012 год, март — «ОБИТ» отмечает 10-летний юбилей своей деятельности.
2012 год — компания активно развивает новое направление деятельности федерального масштаба — реализацию телекоммуникационных проектов на территории всей России.
2013 год, март — запуск бесплатного мобильного приложения ОБИТ Free WiFi.
2013 год, октябрь — введен в эксплуатацию второй зал дата-центра в Санкт-Петербурге. Его общая полезная площадь составила 700 м², что сделало «ОБИТ» третьим по величине игроком на рынке услуг дата-центров в Петербурге.
2013 год, декабрь — «ОБИТ» назван лидером петербургского рынка по количеству поддерживаемых публичных хот-спотов — более 300 бесплатных зон доступа в Интернет по технологии Wi-Fi.
2014 год, апрель — частные абоненты переведены на новую систему оплаты услуг — предоплату с посуточным списанием средств за услуги связи.
2014 год, май — запущен в эксплуатацию новый личный кабинет частных абонентов, в котором реализован широкий набор инструментов самообслуживания.
2015 год, октябрь — «ОБИТ» одним из первых среди альтернативных операторов подключился к национальной системе вызова экстренных служб «112»
2016 год, октябрь — компания запустила в эксплуатацию собственную сеть проводного радиовещания, что позволило оператору напрямую организовывать радиофикацию и присоединение к РАСЦО строящихся и реконструируемых объектов жилой и коммерческой недвижимости
2015 год, май — «ОБИТ» начал предоставлять услугу ИТ-аутсорсинга и обеспечивать обслуживание телекоммуникационной и ИТ — инфраструктуры клиентов по принципу «одного окна»
2018 год, июнь — «ОБИТ» вышел на рынок бесперебойного энергообеспечения, объединившись с компанией «ЭНКОМ» — поставщиком и производителем систем аварийного, резервного и бесперебойного электропитания
2021 год, октябрь — «ОБИТ» телефонизировал самый высокий флагшток Европы
2022 год — «ОБИТ» расширяет облачные возможности для клиентов и становится официальным партнером основных отечественных облачных сервисов Yandex Cloud, Cloud и VK Cloud. 
2023 год — запуск решений для комплексной защиты в области информационной безопасности. Развитие активного партнерского сотрудничества с крупнейшими российскими ИБ-вендорами, в числе которых DDoS-Guard и Usergate.
2024 год  —  «ОБИТ» и банк «Санкт-Петербург» открыли в центре северной столицы новый коммерческий центр обработки данных «Дата-центр №1». 

### Показатели деятельности
На сегодняшний день «ОБИТ» владеет собственной сетевой инфраструктурой протяженностью более 50 тыс. км. Абонентская база составляет 12 тыс. юридических лиц и 60 тыс. домашних абонентов. В числе клиентов «ОБИТ» более 800 бизнес-центров, а также 200 торговых и складских комплексов. Монтированная номерная ёмкость компании «ОБИТ» составляет 32 тыс. телефонных номеров.
Объём совокупной выручки компании «ОБИТ» за:
- 2008 год — 412 млн руб., что на 75 % больше, чем в 2007 году[19];
- 2009 год — 548 млн руб., что на 33 % больше аналогичного показателя 2008 года[20];
- 2010 год — 638 млн руб., что на 29 % больше показателей 2009 года[21];
- 2011 год — 839 млн руб., что на 31,5 % превышает аналогичный показатель 2010 года[22].
- 2012 год — 1 млрд.138 млн руб., что на 35 % превышает аналогичный показатель 2011 года[23].
- 2013 год — 1,5 млрд руб., что на 31,86 % превышает аналогичный показатель 2012 года.
- 2014 год — 1,78 млрд руб., что на 18,61 % превышает аналогичный показатель 2013 года.
- 2020 год — 2,4 млрд руб., что на 8 % превышает аналогичный показатель 2019 года.
- 2022 год —  2,9 млрд руб., что на 12 % превышает аналогичный показатель 2019 года.
- 2023 год —  3,5 млрд руб., что на 16 % превышает аналогичный показатель 2019 года.

### Благотворительность
С 2010 года «ОБИТ» регулярно принимает участие в благотворительных программах, направленных на помощь нуждающимся детям. «ОБИТ» переводит на благотворительность средства из бюджета, изначально рассчитанного на сувенирную продукцию.
В 2010 году компания перевела средства на благоустройство территории бокситогорского детского дома и установку детской площадки. В конце 2011 года было сделано благотворительное пожертвование в пользу Всероссийского фонда помощи детям с онкологическими, гематологическими и иными тяжелыми заболеваниями «Подари жизнь».
С 2012 года «ОБИТ» является спонсором проекта по содействию семейному устройству детей-сирот и одноимённого фонда «Дети ждут», организованного региональным общественным движением «Петербургские родители». В ноябре 2013 года компания стала партнером Всемирного фонда дикой природы. С декабря 2014 года компания активно поддерживает коллектив «ЛенЗдравКлоун», который с 2009 года регулярно посещает, развлекает, проводит благотворительные праздники для пациентов детских медицинских стационаров. «ОБИТ» предоставляет бесплатный доступ к сети Интернет по WI-FI технологии на территории ГМЗ «Петергоф» и других  общественных пространств в городах присутствия. Компания является стратегическим партнером научно-образовательного комплекса ИТМО Хайпарк, а также реализует программу ИТ-поддержки для малого и среднего бизнеса.

## Фирменный стиль
«ОБИТ» — зарегистрированный товарный знак. Данные права подтверждены свидетельством № 403507 от 15 марта 2010 года, выданным Федеральной службой по интеллектуальной собственности, патентам и товарным знакам. Знак зарегистрирован в двух классах Международной классификации товаров и услуг.
На счету «ОБИТ» три кампании по ребрендингу. Нынешний логотип — 4-й по счету.
В 2002 году логотип был выполнен в зелено-оранжевой гамме и состоял из двух слов «ОБИТ» и «Телекоммуникации», с квадратом в левом верхнем углу.
В 2007—2008 годах логотип менялся дважды: цвета становились ярче, очертания букв приобретали резкость, менялись расстояния между элементами.
В 2024 году компания проводела первый масштабный ребрендинг и официально сменила позициоинрвоание на «оператора ИТ-решений».

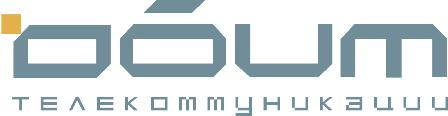
Логотип ОБИТ 2002 года
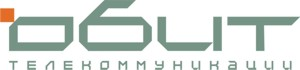
Логотип ОБИТ 2007 года
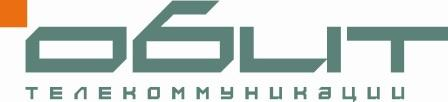
Логотип ОБИТ 2008 года
Логотип ОБИТ 2011 года
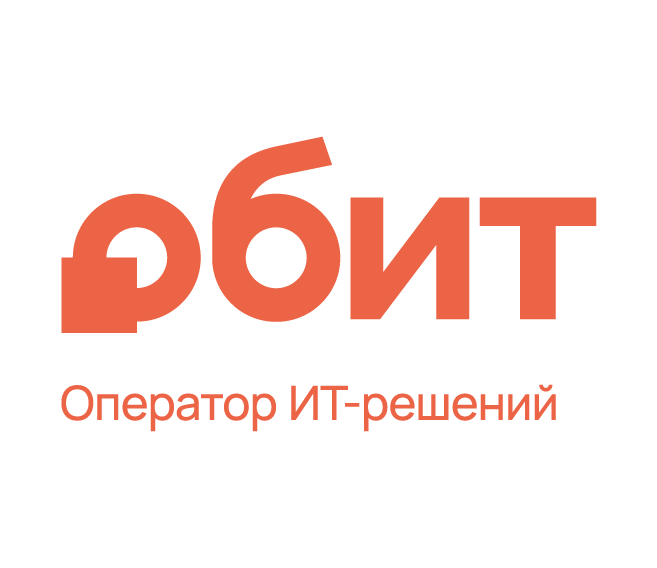
Логотип ОБИТ 2024 года

## Рейтинги и награды
Среди достижений компании:
- 2024 год - победа проекта ОБИТ, Naumen и Самолет «Предиктивная маршрутизации звонков» в международном конкурсе «CCGuru Awards Хрустальная Гарнитура».
- 29-е место в рейтинге «Крупнейшие телекоммуникационные компании России — 2012»[27];
- 6-е место в рейтинге «Самые быстрорастущие телеком-компании России — 2011»[28];
- 22-е место в рейтинге «50 наиболее стратегичных телекоммуникационных компаний, предоставляющих услуги связи на территории России»[29];
- Диплом корпоративного члена Общества Друзей Петергофа I степени[30];
- Специальный приз премии «Музейный Олимп» в номинации «За развитие информационных технологий» за проект «Самсон-онлайн»[31].

- В 2010 году генеральный директор «ОБИТ» Андрей Гук стал победителем ежегодной премии «Шеф года» в номинации «Молодой Шеф»[32]. В 2011 году он был отмечен в региональном этапе конкурса «Молодой предприниматель России» в номинации «Социально-ответственный бизнес»[33].
- Газета Деловой Петербург включила «ОБИТ» в «Рейтинг быстрорастущих компаний „Gazelle Бизнеса“ в 2014[34] и 2015[35] годах.
- В 2014 году ОБИТ» в очередной раз улучшил свою позицию в рейтинге CNews Analytics «Крупнейшие телекоммуникационные компании России» и занял 20-е место.
- 21-е место в рейтинге наиболее стратегичных телекоммуникационных компаний России[36]
- 18-е место в рейтинге «Крупнейшие телекоммуникационные компании России-2015»[37]
- 1-е место в рейтинге топ-менеджеров в сфере телекоммуникаций по версии ИА Коммерсантв Санкт-Петербурге[38]